# Резолюция Совета Безопасности ООН 46
Резолюция Совета Безопасности ООН 46 была принята 17 апреля 1948 года с отсылкой на цели резолюции Совета Безопасности ООН 43. Данная резолюция подчеркивает, что Великобритания все ещё является мандатной державой, ответственной за территорию Палестины; что она несет ответственность за прекращение конфликта на ней, и что каждый член Совета Безопасности должен способствовать достижению мира.
В связи с этим, резолюция призвала Верховный арабский комитет и Еврейское агентство немедленно прекратить все акты насилия, не допускать на территорию иностранных боевиков, прекратить импорт оружия, воздержаться от любой немедленной политической деятельности, которая впоследствии может нанести ущерб правам или требованиям какой-либо общины, сотрудничать с британскими властями и воздержаться от любых действий, которые могут поставить под угрозу безопасность любого из святых мест на территории. Далее в резолюции содержался призыв ко всем странам региона сотрудничать всеми возможными способами, в частности, препятствовать перемещению боевиков или оружия на территорию.
Резолюция была принята девятью голосами «за» при воздержавшихся Украинской ССР и СССР.